# Tec-Mec
A Tec-Mec, teljes nevén Studio Tecnica-Meccanica egy korábbi olasz Formula–1-es konstruktőr. Mindössze egy futamon vett részt, még 1959-ben.

## Teljes Formula–1-es eredménylista
(Táblázat értelmezése)

(Félkövér: pole-pozícióból indult; dőlt: leggyorsabb kört futott) 

| Év   | Kasztni      | Motor    | Gumi | Versenyző    | 1   | 2   | 3   | 4   | 5   | 6   | 7   | 8   | 9   | Pont | Poz. |
| ---- | ------------ | -------- | ---- | ------------ | --- | --- | --- | --- | --- | --- | --- | --- | --- | ---- | ---- |
| 1959 | Tec-Mec F415 | Maserati | D    |              | MON | 500 | NED | FRA | GBR | GER | POR | ITA | USA | 0    | -    |
| 1959 | Tec-Mec F415 | Maserati | D    | Fritz d'Orey |     |     |     |     |     |     |     |     | Ki  | 0    | -    |

## Fordítás
- Ez a szócikk részben vagy egészben  a   Tec-Mec című angol Wikipédia-szócikk fordításán alapul.  Az eredeti cikk szerkesztőit annak laptörténete sorolja fel. Ez a jelzés csupán a megfogalmazás eredetét és a szerzői jogokat jelzi, nem szolgál a cikkben szereplő információk forrásmegjelöléseként.